# Saubach (Selz)
Der Saubach ist ein knapp sechseinhalb Kilometer langer und orografisch rechter Zufluss der Selz im  rheinland-pfälzischen Landkreis Alzey-Worms. 

## Geographie

### Verlauf
Der Saubach entspringt auf einer Höhe von etwa 210 m ü. NHN in der Flur Am Johannisberg in einem Laubwald gut einen halben Kilometer südwestlich der zur Verbandsgemeinde Nieder-Olm gehörenden Ortsgemeinde Jugenheim.
Der Bach fließt zunächst etwa zweihundert Meter in nordöstlicher Richtung durch den Wald und biegt dann nach Norden ab. Er verlässt danach den Wald und läuft begleitet von dichtem Gehölz durch Felder und Wiesen am westlichen Fuße des mit Weinreben bepflanzten 186 m hohen Ölbergs entlang. Dort wird er auf seiner linken Seite von dem aus dem Westen kommenden Bach vom Johannisberg verstärkt.

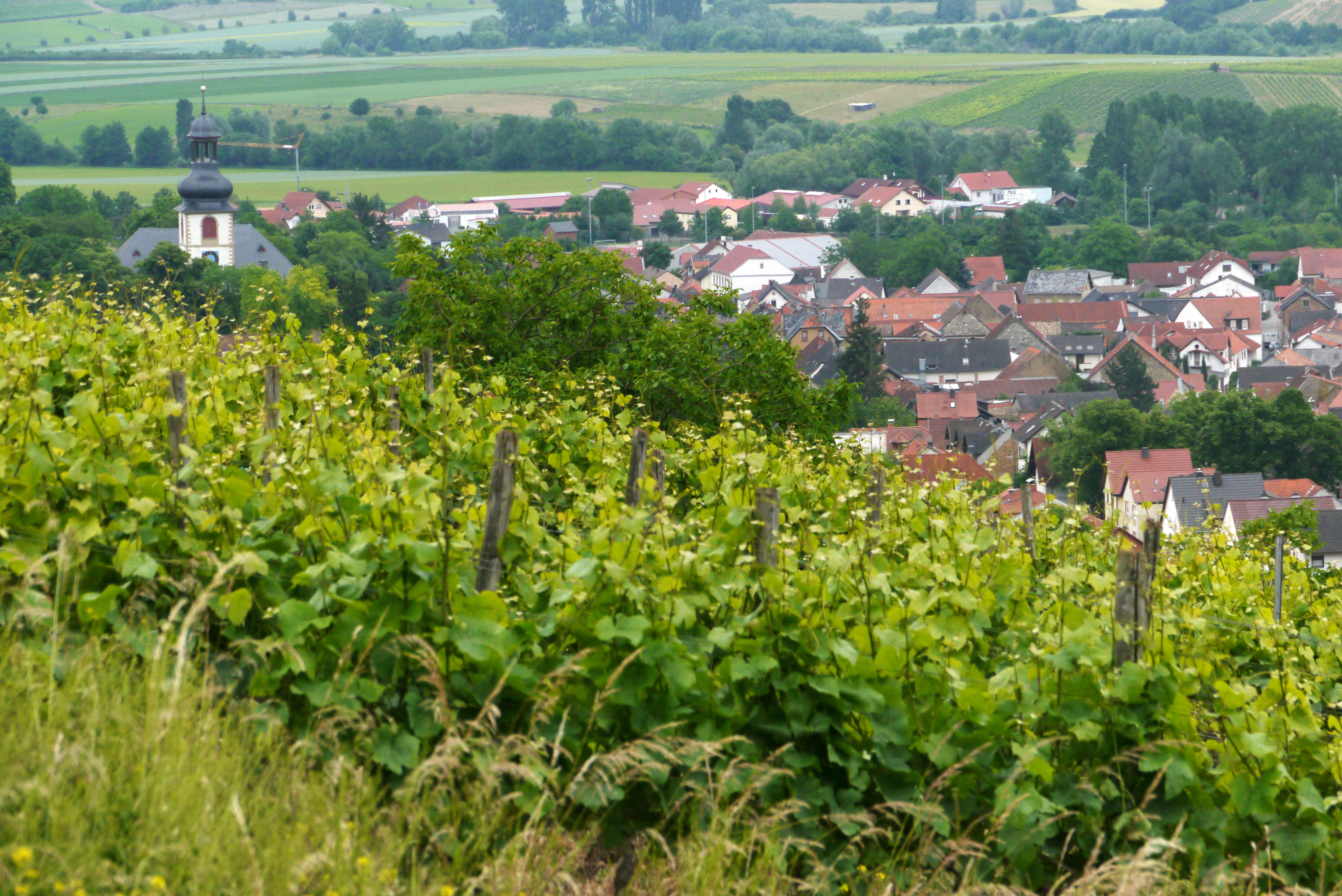
Jugenheim in Rheinhessen

Der Saubach zieht nun gut siebzig Meter südlich der K 15 am Nordhang des Ölbergs entlang und erreicht dann den Nordostrand des kleinen Weinorts.
Er mündet schließlich bei Stadecken auf einer Höhe von 106 m ü. NHN von Süden und rechts in die aus Westen heranziehenden Selz.
Der 6,463 km lange Lauf des Saubachs endet ungefähr 104 Höhenmeter unterhalb seiner Quelle, er hat somit ein mittleres Sohlgefälle von etwa 16 ‰.

### Einzugsgebiet
Das 12,208 km² große Einzugsgebiet des Saubachs liegt im Naturraum Rheinhessisches Tafel- und Hügelland und wird durch ihn über die Selz und den Rhein zur Nordsee entwässert.
Es grenzt 
- im Osten an das Einzugsgebiet des Bachs am Wurmberg, der über den Saulheimer Bach in die Selz entwässert;
- im Südosten und Süden an das der Selz direkt;
- im Südwesten an das des Vendersheimer Bachs, der über den Sulzheimer Bach, den Wiesbach und die Nahe in den Rhein entwässert und an das Einzugsgebiet des Wiesbach-Zuflusses Johannsbach;
- im Nordwesten an das des Welzbach, der in den Rhein mündet und
- im Norden an das des Engelstädter Grabens, der in die Selz mündet.

Im Einzugsgebiets wechseln Ackerland, Weinberge und Siedlungen.

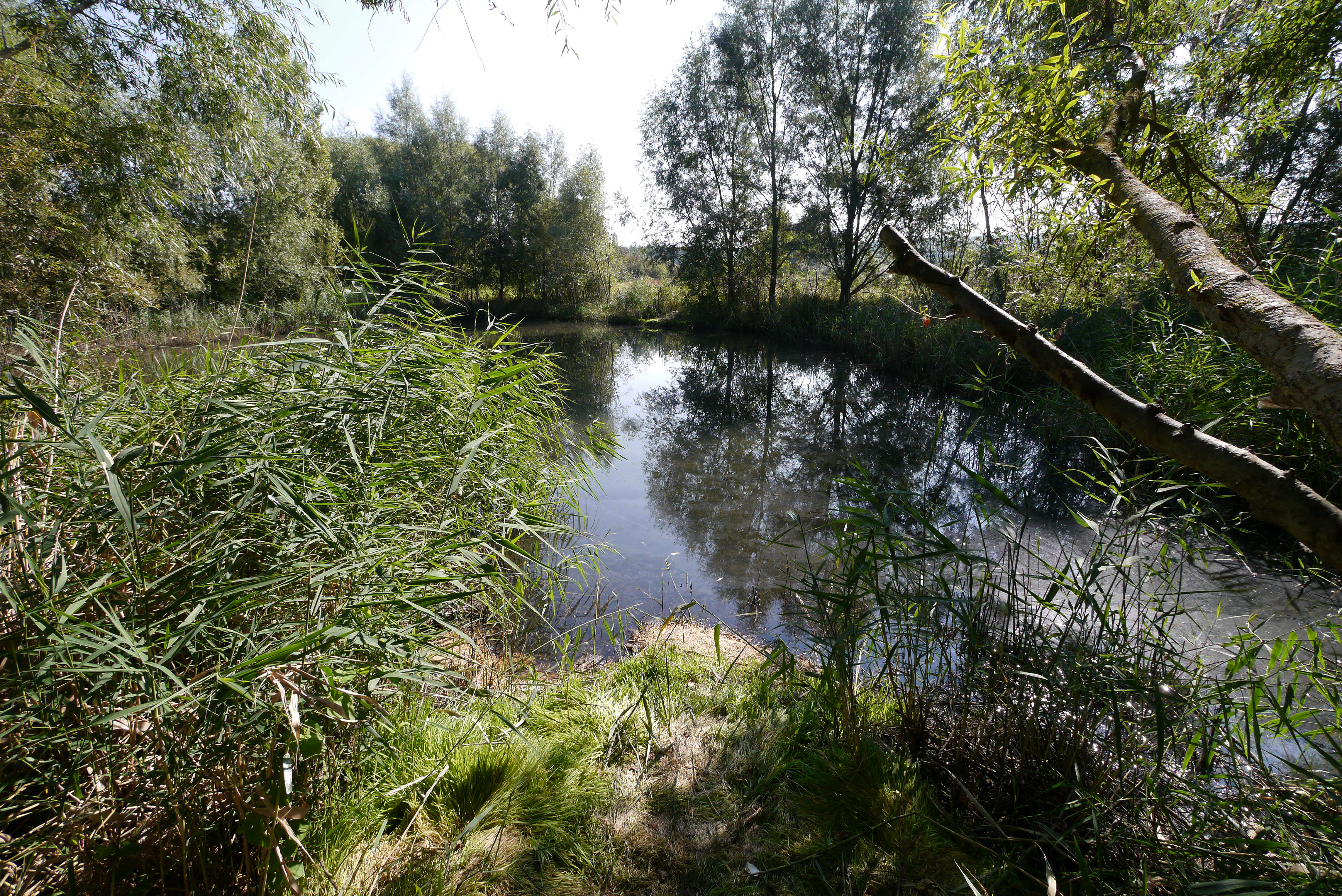
Der Partenheimer Bach

### Zuflüsse
- Bach vom Johannisberg (links), 0,7 km, 2,12 km²
- Jugenheimer Bach (links), 0,3 km
- Partenheimer Bach (rechts), 4,8 km, 12,21 km²